# Mbalax

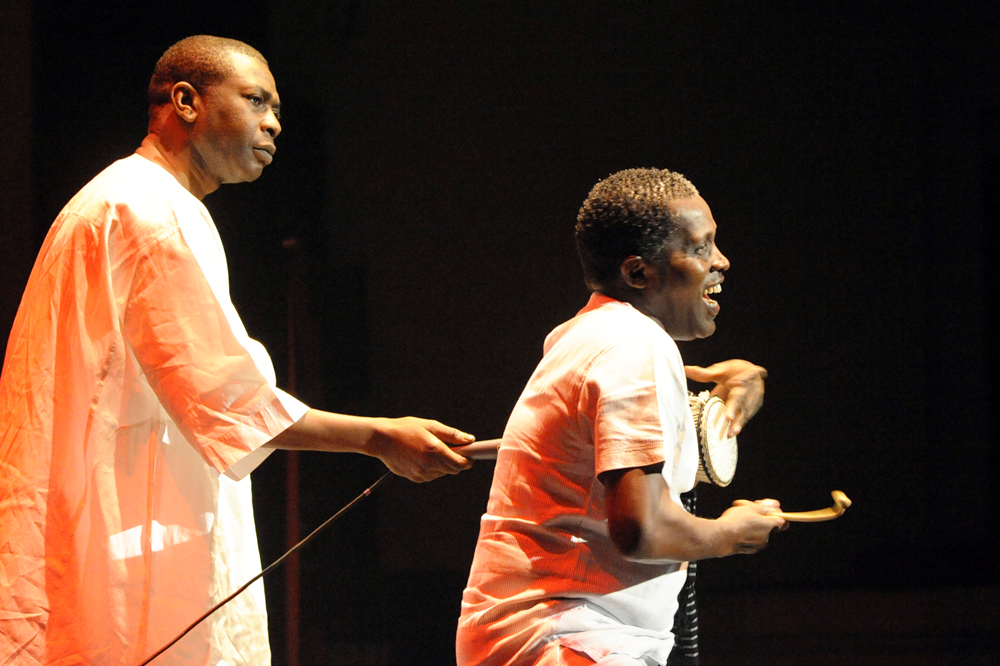
Youssou N’Dour mit Tama-Trommler

Mbalax (sprich: umm bah-laak oder mballach) ist eine in Westafrika, vor allem im Senegal und Gambia populäre Musikrichtung.
Mbalax mischt viele verschiedene regionale Einflüsse mit schnellem Rhythm and Blues und beispielsweise Soca. Den Rhythmus prägen oft schnelle Läufe der Trommelgruppe, zu der die Sanduhrtrommel tama und die größere Standtrommel sabar gehören. Sabar bedeutet zugleich eine alte Tanzmusiktradition der Wolof, die sich auf den Mbalax ausgewirkt hat. Hinzu kommt eine helle, funkähnliche Rhythmusgitarre.
Die Texte im Mbalax nehmen oft einen religiösen Bezug auf Akteure des westafrikanischen Sufismus, der im Senegal mit den drei Orden Tidschānīya, Muridiyya und Qādirīya verbreitet ist. In ihrer Balladenform erinnern sie an Lobgesänge von Griots. Die Sprache ist Wolof.
Vor der Mbalax-Mode war der senegalesische Popmusik-Geschmack bis in die 1970er Jahre auch stark lateinamerikanisch geprägt. Seit den 1990er Jahren tritt neben den Mbalax die originäre Hip-Hop-Kultur der Metropole Dakar, die Senerap genannt wird.

## Vertreter des Mbalax

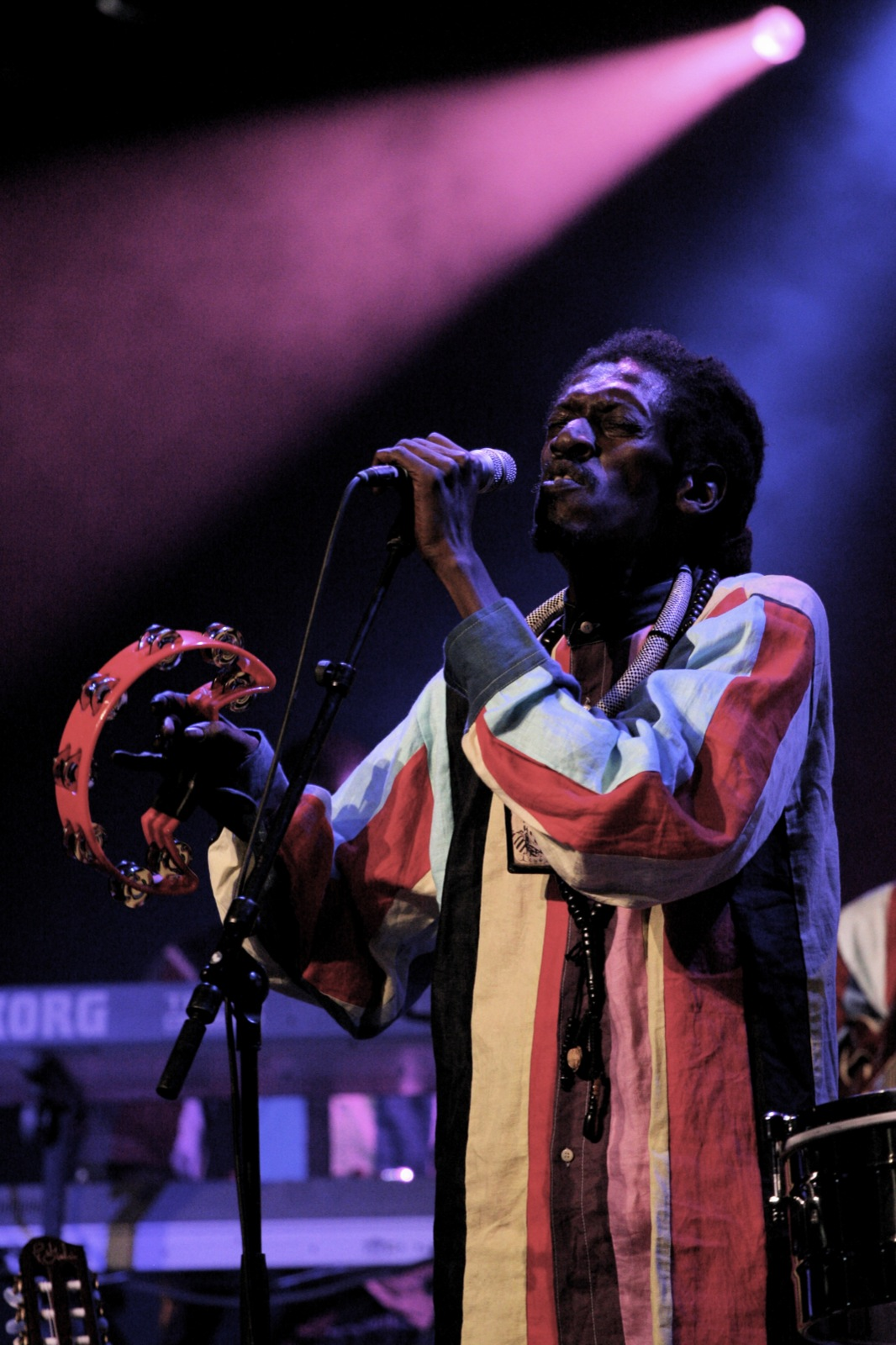
Cheikh Lô

Der bekannteste Mbalax-Autor und -Interpret ist Youssou N’Dour. Weitere Vertreter des Mbalax sind:
- Ady Thioune
- Alioune Mbaye Nder
- Alioune kassé et les kassé stars
- Babacar Faye
- Boy Marone
- Ceddo
- Cheikh Lô
- Cherif Mbaw
- Coumba Gawlo
- Dieuf Dieul
- Djanbutu Thiossane
- Etoile de Dakar
- Falou Dieng
- Fatou Guewel
- Ismaël Lô
- Lemzo Diamono
- Mapathe Diop
- Missal
- Nder
- Ndongo Lô
- Omar Pene
- Ouza
- Pape Diouf
- Secka
- Solo Cissokho
- Super Cayor de Dakar
- Super Diamono
- Thio Mbaye
- Thione Seck
- Viviane
- Waflash
- Wato Sita
- Xalam
- Xalat de Dakar